# Tjärnhultssjön
Tjärnhultssjön är en sjö i Uddevalla kommun i Bohuslän och ingår i Bäveåns huvudavrinningsområde.